# كويزي دراقي اللون
كويزي دراقي اللون (الاسم العلمي: Cantharellus persicinus) هو نوع من الفطريات يتبع جنس الكويزي من فصيلة الكويزية.